# Drakkar
Drakkar je ranosrednjovjekovni vikinški brod poznat i pod nazivima "Dugi brod" i "Zmajev brod". Dobio je ime po izrezbarenim zmajevim glavama na pramčanim statvama (stnord./isl. dreki, drekinn – zmaj). 
Prema navodima rimskog povjesničara Tacita u djelu Germania, drakkar se razvio od brodova germanskog plemena Suiona (današnjih Šveđana).

## Karakteristike
Drakkar je bio izuzetno stabilan i čvrst brod, a istovremeno lak i gibak. Stoga je imao vrlo dobre plovne osobine i potrebnu snagu i pokretljivost kako bi izdržao valove olujnog mora što je Vikinzima omogućavalo pohode i u vrlo udaljene zemlje. Obod broda bio je istanjen sjekirama postižući na taj način maksimalan fleksibilitet, jer se od broda očekivalo da jaše na valovima, a ne da se bori protiv njih. Ujedno je bio i dovoljno lagan kako bi ga se moglo vući po tlu između dva jezera ili plićih dijelova rijeka olakšavajući učinkovitije prodore duboko u unutrašnjost. 
Pokretan veslima, drakkar je postizao brzinu do 8 čvorova, a pri upotrebi jedra i do 12 čvorova u odgovarajućim uvjetima. To je značilo da su na dugim plovidbama mogli prelaziti i nešto više od 200 kilometara u 24 sata. Prosječna dužina broda bila je 28 metara, širina 5 m, a visina 1,75 m. Najveći ikada pronađeni drakkar bio je dug 70 metara. Posada velikog drakkara znala je brojiti i do 400 ljudi, a manjeg do 70 ljudi koji su ujedno bili i veslači i ratnici. 
Samo izuzetno veliki drakkari imali su na krajevima trupa kratke palube s bočnim pregradama. Na svakom boku drakkara bila su i do 34 vesla na kojima su veslala po dva veslača. Vesla su bila dugačka 5 m i provlačila su se kroz okrugle otvore usječene u oplatu broda na oko 40 cm od gornjeg ruba.
Kao i svi vikinški brodovi, bio je napravljen metodom preklapanja. Za oblaganje su korištene dva centimetra debele daske od hrastovine koje su se blago preklapale te zatim bivale učvršćene željeznim zakovicama. Razne pukotine i razmaci između dasaka na oplati brtvljeni su katraniziranom vunom ili životinjskim krznom, te mahovinom.  
Kobilica koja se pružala čitavom dužinom, činila je samu kralježnicu broda; trup broda gradio se od nje prema van, koristeći tanke daske zrakasto odsječene od stabla. Izuzetna pozornost pridavala se građi stabla (najčešće hrastovina) jer bi kobilica bila isječena iz jednog ravnog debla. Poprečna rebra oblikovala su se od grana čiji je oblik podsjećao na potrebnu krivulju.      
Kormilo je bilo kratko veslo širokog pera učvršćeno na desnoj strani krme ili tzv. "steerboard" strani; od glagola to steer (upravljati). Izraz dolazi od staronordijskih riječi stýri (kormilo) i borð (strana broda), a u staroengleskom jeziku od riječi steorbord, pa je tako i nastao termin u modernom engleskom jeziku za desnu stranu broda - "starboard".
Brod zmaj mogao se povlačiti iz sukoba i opasnih situacija bez okretanja broda zahvaljujući identično oblikovanim pramcem i krmom dopuštajući tako brodu promijenu smjera kretanja veslanjem u suprotnom smjeru.
Vrh pramca ponekad je bio ukrašen rezbarijom zmije ili zmajeve glave kako bi se brod i posadu zaštitilo i otjeralo užasne morske nemani iz Nordijske mitologije. Vrlo je vjerojatno da su rezbarije poput onih na brodu iz Oseberga u Norveškoj, imale ritualnu svrhu zaplašivanja neprijatelja i stanovnika u naseljima koja su htjeli opljačkati. 
Kraljevi i plemići su nastojali svratiti pozornost na sebe skupocjenim ukrasima. Tako su neki brodovi imali brončane vjetrulje, precizno ukrašene isprepletenim mitološkim zvjerima predstavljajući vrhunac obrade metala. 
Ukras se uklanjao s pramca dok je brod plovio otvorenim morem. Zamjena tako fino izrezbarenog dijela bila je jako skupa, a izgubiti ga u bilo kojem trenutku bio je zloslutan znak. Krmene statve su pak bile ukrašene repom ribe ili kita.
Svi veliki drakkari bili su u vlasništvu moćnih kraljeva i plemića koji su jedini i mogli priuštiti njihovu izgradnju. Pred kraj vikinškog doba u 11. st., u floti je bilo oko 300 velikih brodova.

## Jedro i jarbol
Pravokutno vikinško jedro bio je veliki napredak. Bilo ga je iznimno skupo izraditi te je u većini slučajeva koštalo više nego ostatak broda. Njegov oblik je često pogrešno predstavljen u novijim crtežima i replikama. Tapiserije iz vikinškog doba prikazuju uzorak mrežnog pletenja na jedru, kao jedinstveni prikaz kako je ono napravljeno. Jedra su bila istkana od sirove vune ili platna od lana u dvostrukoj debljini, te obojana žarkim bojama (najčešće crvenom) kako bi se privukla pažnja na sam brod. Njihovom izradom su se bavile žene. Jedro je posadi u slučaju lošeg vremena služilo kao šatorsko krilo.
Na drakkaru dugom 24 m, jarbol se uzdizao 18 metara u visinu na čijem je križu visjelo jedro. Jarbol je bio uguran u masivnu gredu koja je bila vodoravno pričvršćena duž središnjeg dijela plovila. Mogao se i spustiti po potrebi kada je bilo neophodno smanjiti otpor vjetra i poboljšati stabilnost dok se brod kretao pomoću vesala. Također, jarbol se spuštao kada je brod trebao biti što kasnije primijećen prilikom iznenadnih napada. Zamjena slomljenog jarbola nije bila moguća u napadima.

## Drakkar u Sagama
Skandinavske Sage daju bogati izvor podataka o vikinškim drakkarima, pa tako u njima postoji i opis veličanstvenog drakkara norveškog kralja Olafa I. Tryggvasona koji je sagrađen u Trondheimu godine 998. imena Ormen Lange ili Duga Zmija.
Poznat je i dugi brod još jednog norveškog kralja, Olafa Haraldssona, koji se zvao Visund ili Bik jer je na pramcu broda imao zlatnu glavu bizona umjesto zmajeve glave.
Jedan od značajnijih povijesnih izvora prepun detaljnih opisa drakkara i vikinških brodova općenito je zbirka saga Heimskringla ili Krug svijeta islandskog povjesničara i književnika Snorrija Sturlusona.  
U njoj se, između ostalih spominju i brodovi mnogih norveških kraljeva i plemića; Ormen kralja Haralda Sigurdssona Hardrådea, zatim Bøkesuden kralja Øysteina Magnussona, te Barden grofa Eirika od Norveške i  Ormen Skamme vikinškog glavešine i vojskovođe Rauda den rammea.
Drakkari se spominju i u drugim povijesnim izvorima poput Göngu-Hrólfs Sage (Saga o Rollou) iz 13. stoljeća, gdje su svi brodovi opisani kao elegantni i ukrašeni kićenim detaljima. Iako glavni junak ove sage nosi isto ime kao i osnivač vikinškog vojvodstva Normandije - Rollo, on pak nema nikakve veze s njim.

## Poveznice
- Vikinški brod
- Knarr
- Vikinzi